# 分化群
分化群（cluster of differentiation，CD）又称分化簇、分化抗原、CD抗原，是一用於细胞表面分子的鉴定和调查的协议（protocol）或公约，该议定提供细胞免疫表型分类的靶点。由于这些靶点分子能反映细胞谱系特有分化的不同阶段，且此协议是将不同实验室的单克隆抗体所识别的同一靶点抗原，以流式細胞術及聚类分析（cluster analysis，群分析）方法统整并分群，因此这些靶点分子被称为分化群分子（CD分子）或分化群抗原（CD抗原）；它们多为醣蛋白分子。
在生理學领域中，CD分子能以多种方式发挥作用，通常作为细胞重要的受體或配體，可启动信号级联（生化级联反应）进而改变细胞的行为(细胞信号传送)。有些CD蛋白則與細胞傳訊無關，但有著其他功能，如細胞黏附、细胞激活或细胞抑制。目前发现的人類CD分子總數為371(截至2016年4月21日)。

## 命名
分化群命名法（CD nomenclature）是1982年在巴黎舉辦的第一屆人類白血球分化抗原國際工作坊與討論會（HLDA）所決定的。此系統當時之目的，是為了分類各地實驗室針對“白血球表面分子的表位”所製作的单克隆抗体（mAbs）。自那時起，這項分類法的用途也擴展到不同細胞類型的領域，而且已有超過370個獨特的分化群及亞群被鑑定出來。当有两种特定的单抗被证明可与某大会提名的表面分子结合，工作坊就指派一个CD编号给该分子；但若該大會提名分子尚無法明確描述其特徵，或只有一單抗能與之結合，就赋予其暂定指标"w" （如"CDw186"）。
举例来说，“CD2单抗”是与T细胞上表达的一种50-kDa跨膜糖蛋白反应的试剂；后来，由于CD命名被用来描述被识别出的分子而非原来的单抗，此命名就必须在名称中附加抗原或分子一词加以澄清（如“CD2分子”）。现今，一般用“CD2”来表示此表面分子，用“CD2抗体”来表示其单抗。
一般使用"+"或"-"符号来表示细胞群中是否有某些细胞表达或缺乏某种CD分子，如"CD34+, CD31-"細胞是會表現CD34，但不會表現CD31的細胞；這種CD組合通常就是幹細胞而非完全分化的上皮細胞。有些細胞群則會以 hi，mid 或 low（另可用 bright，mid 或 dim）来标示CD分子表达的总体变异性，特别是与其他正在研究的细胞群相比的时候。例如研究T细胞在胸腺内的发育时，就会使用这种标示来分辨由CD4mid/CD8mid细胞转变来的CD4hi/CD8mid细胞。

## 人類白血球抗原分化工作坊
自1982年以來從開始到結束共有9次會議
| 工作坊 | 城市       | 年份 | CDs assigned | 參考資料 |
| ------ | ---------- | ---- | ------------ | -------- |
| I      | Paris      | 1982 | 1-15         | [ 17 ]   |
| II     | Boston     | 1984 | 16-26        | [ 18 ]   |
| III    | Oxford     | 1986 | 27-45        | [ 19 ]   |
| IV     | Vienna     | 1989 | 46-78        | [ 20 ]   |
| V      | Boston     | 1993 | 79-130       | [ 21 ]   |
| VI     | Kobe       | 1996 | 131-166      | [ 22 ]   |
| VII    | Harrogate  | 2000 | 167-247      | [ 23 ]   |
| VIII   | Adelaide   | 2004 | 248-339      | [ 24 ]   |
| IX     | Barcelona  | 2010 | 340-364      | [ 25 ]   |
| X      | Wollongong | 2014 | 365-371      |          |

## 免疫抗原辨識

分化群

CD系統通常用作免疫抗原辨識的細胞標記，我們可藉此技術觀察細胞表面的分子並辨識該細胞。 這些標記通常與該細胞特定的免疫功能有關。單單僅以CD分子區分某特定細胞的情況很少見，但藉由與細胞標記一同使用，可以讓我們能精確區分各種存在於免疫系統中的細胞。
CD也被用於流式細胞術中。
| Type of cell      | CD markers                                            |
| 幹細胞            | CD34+, CD31-, CD117                                   |
| all 白血球 groups | CD45+                                                 |
| 粒细胞            | CD45+, CD11b, CD15+, CD24+, CD114+, CD182+            |
| 单核细胞          | CD4, CD45+, CD14+, CD114+, CD11a, CD11b, CD91+, CD16+ |
| T 細胞            | CD45+, CD3+                                           |
| 輔助型T細胞       | CD45+, CD3+, CD4+                                     |
| 调节T细胞         | CD4, CD25, FOXP3 (a transcription factor)             |
| 细胞毒性T细胞     | CD45+, CD3+, CD8+                                     |
| B细胞             | CD45+, CD19+, CD20+, CD24+, CD38, CD22                |
| 血小板            | CD45+, CD61+                                          |
| 自然杀伤细胞      | CD16+, CD56+, CD3-, CD31, CD30, CD38                  |

最常使用的CD分子是CD4與CD8，通常分別用作helper和cytotoxic的標記。這些分子會與CD3+一同作為區分的條件，而某些白血球也會表現這些CD分子(一些巨噬細胞會表現區低程度的CD4， 樹狀細胞會表現高程度的CD8)愛滋病毒會與CD4及一種位於輔助T細胞表面的趨化因子受體作結合並藉此進入細胞內。而CD4與CD8的血液濃度也經常用作愛滋感染的檢驗標準。

## 生理學上的功用
雖然CD分子在區分白血球上成效不斐，但其功能並不僅止於此。雖然目前僅有部分CD分子被徹底分析，但CD分子大多具重要功能。如CD4與CD8在 抗原辨識中扮演關鍵角色一樣，其餘如CD135作為細胞表面的成長因子受體有著重要功能。